# El Guamo (embalse)

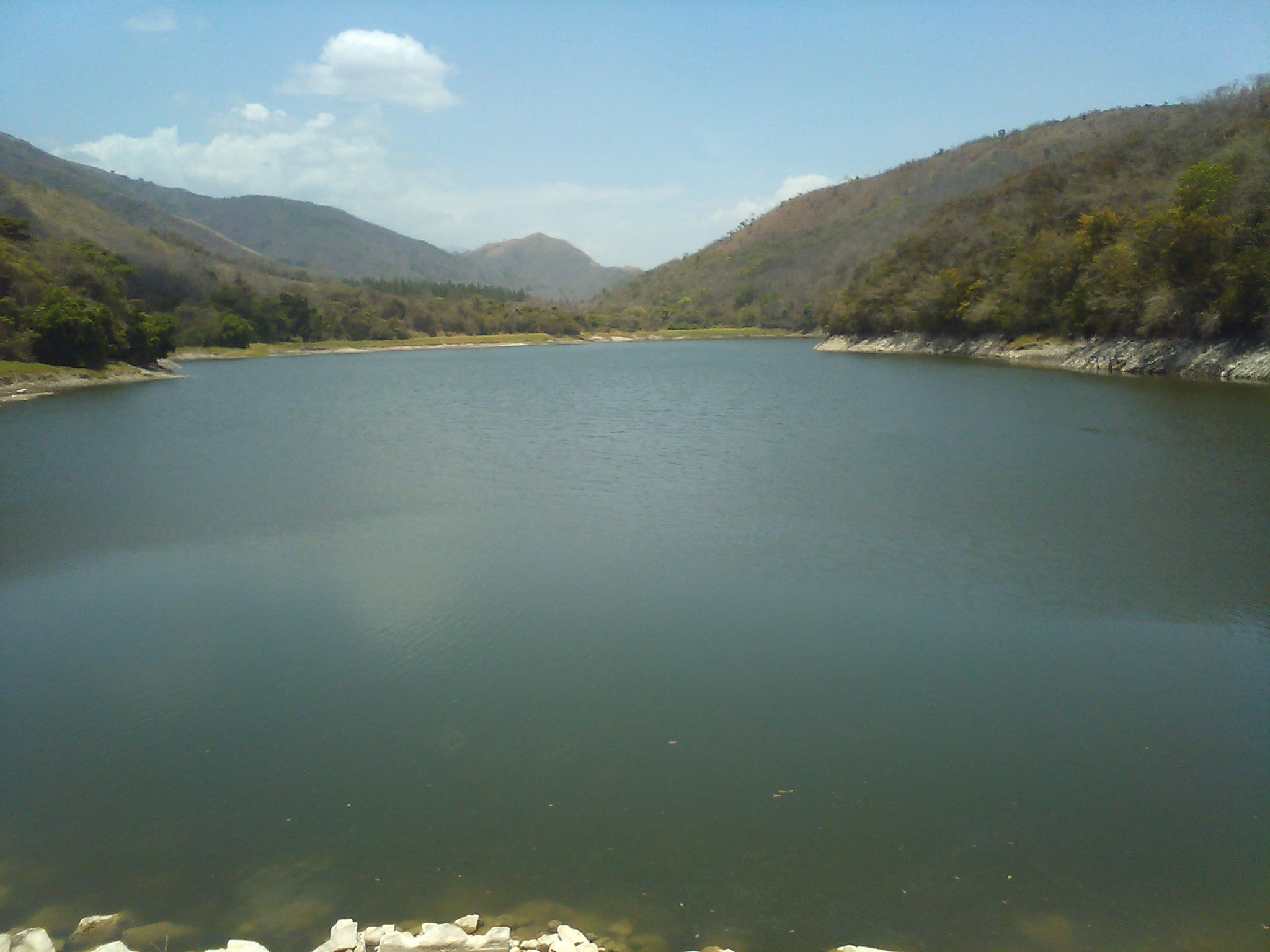
Embalse El Guamo

El Embalse de El Guamo fue construido al norte del Estado Monagas, Venezuela, sobre el río Guarapiche. Se encuentra en el sitio denominado El Guamo, un valle comprendido entre San Antonio de Maturín y el antiguo pueblo de San Francisco de Guayareguar. La represa tiene una capacidad de almacenaje de hasta 155 millones metros cúbicos de agua provenientes de los ríos Guarapiche, Colorado, Cocollar, Cerro Negro y otros.

## Embalse
Se inició su construcción en el año 1979 por la empresa Constructora Vialpa, S.A. y se inauguró en el 1982 por el presidente Dr. Luis Herrera Campis.
El objetivo del embalse es controlar las inundaciones y tiene una superficie total de 630 hectáreas, con una profundidad promedio de 25 metros y se encuentra a 394–437 metros sobre el nivel del mar.
El embalse es un atractivo turístico para la zona, en este se organizan actividades de canotaje, pesca artesanal, remos y otros.
Como otros embalses de Venezuela, El Guamo no se explota comercialmente, pero en sus aguas existen algunas especies de interés piscícola tanto para la pesca como la acuarofilia, como la aimara (Hoplias macrophtalmus), pleco de puntos grandes (Hypostomus sp.), la mojarra ([
En general solo existe en El Guamo una pesquería de subsistencia realizada por los lugareños, de poca importancia en cuanto al volumen de las capturas, unos 51 kilogramos por hectárea por año.